# Condado de Algaida
El Condado de Algaida es un título nobiliario español creado por el rey Alfonso XIII el 5 de junio de 1887, Real Despacho el 11 de julio de 1887 a favor de Catalina Casanova y Navarro.
Por su grandes virtudes caritativas, el Ayuntamiento de Tíjola (Almería) solicitó para ella el título Condesa de La Algaida, nombre de la finca que los marqueses tenían en aquel término municipal.

## Condes de Algaida
|     | Titular                           | Periodo             |
| --- | --------------------------------- | ------------------- |
| I   | Catalina Casanova y Navarro       | 1887-1914           |
| II  | Dolores Abellán y Casanova        | 1916-1941           |
| III | José Antonio Abellán y Gobart     | 1941-1973           |
| IV  | José Antonio Abellán y Marichalar | 1980-actual titular |

## Historia de los condes de Algaida
- Catalina Casanova y Navarro (Cuevas de Vera, 1831-Almanzora, abril 1914), I condesa de Algaida, hija de Francisco Casanova y avarro y María Josefa Navarro Pérez. Se casó el 27 de octubre de 1848 con Antonio Abellán Peñuela, I marqués de Almanzora. Le sucedió, en 1916, su hija:[1]

- Dolores Abellán y Casanova (n. Vera, 7 de mayo de 1855), II Condesa de Algaida. Contrajo matrimonio con José María Casanova y Palomino (n. Sanlúcar de Barrameda,[1] 1847). Sin descendientes. Le sucedió, en 1941, un hijo de Enrique Abellán Calvet y de María Josefa Gobart y Luque, por tanto su sobrino nieto:[1]

- José Antonio Abellán y Gobart (m. Funchal, 5 de marzo de 1973), III Conde de Algaida, IV marqués de Almanzora. Se casó con María Teresa Marichalar e Iriarte. Le sucedió su hijo:[1]

- José Antonio Abellán y Marichalar, IV Conde de Algaida, V marqués de Almanzora.[1][3]

## Datos adicionales
- La II Condesa de Algaida contrajo matrimonio con el general José María Casanova y Palomino, nacido en Sanlúcar de Barrameda (Cádiz) en 1847. Fue reconocido con numerosas condecoraciones militares y civiles. Entre estas últimas la Orden Civil de la Beneficencia y la Gran Cruz del Mérito Agrícola por sus relevantes servicios a la agricultura nacional. Autor de La telúrica, las nacionalidades y la milicia (Madrid, 1903).[4]